# Ritmo de la Noche
Ritmo de la Noche est une chanson écrite par AC Beat, Bela Lagonda, Harry Castioni et Jeff Wycombe en 1990, initialement interprétée par le duo allemand Chocolate. La même année, les groupes Lorca et Mystic enregistrent et diffusent leur version en single.
Les trois interprétations entreront quasiment simultanément dans des classements nationaux européens, avec respectivement une 8e position aux Pays-Bas, une 1re place en Belgique et une 2e place en Espagne.
La popularité du morceau à travers l'Europe et en Amérique du sud via la reprise du groupe The Sacados (en) la même année le font considérer comme l'un des tubes de l'été 1990,.

## Version de Chocolate
Singles de Chocolate
Brazil, Brazil
(1990)
En 1990, le groupe allemand Chocolate, composé d'Alex Christensen et de la chanteuse Verona Feldbusch, s'inspire des premières notes au piano du titre I Go to Rio de Peter Allen (1976) pour créer Ritmo de la Noche.
Produite par l'équipe hambourgeoise Matiz/AC16 (constituée de Alex Christensen, Hayo Lewerentz, Helmut Hoinkis et Ingo Hauss), la chanson paraît en single et sur leur album Rhythmflowerbeats la même année. Elle sera suivi d'un second single, Brazil, Brazil.
En 1994, le groupe s'accompagne de Chico and the Gypsies pour une reprise intitulée Ritmo de la Noche 94. Plusieurs remix sont également distribués en 1999 et en 2007, respectivement chez East West Records (en) et Deutsche Dance Records.

### Formats
| 1. | Ritmo de la Noche (Single Edit) | AC Beat, Lagonda, Castioni, Wycombe | 3:37 |
| 2. | Ritmo de la Noche (New Age Mix) |                                     | 3:55 |

| 1. | Ritmo de la Noche (Brazilmix)         |  | 5:11 |
| 2. | Ritmo de la Noche (Single Edit)       |  | 3:37 |
| 3. | Ritmo de la Noche (New Age House Mix) |  | 5:56 |

| 1. | Ritmo de la Noche (Rap Attack Mix)    |  | 5:11 |
| 2. | Ritmo de la Noche (Freestyle Mix)     |  | 5:14 |
| 3. | Ritmo de la Noche (Chocolate Bar Mix) |  | 5:28 |

| 1. | Ritmo de la Noche 1999 (Bass Bumpers Radio Version)            |  | 3:30 |
| 2. | Ritmo de la Noche 1999 (Alternative Radio Version)             |  | 3:28 |
| 3. | Ritmo de la Noche 1999 (Miss Peppermint Dancehall Mix)         |  | 7:03 |
| 4. | Ritmo de la Noche 1999 (Bass Bumpers Maxi Version)             |  | 5:34 |
| 5. | Ritmo de la Noche 1999 (Extended Version)                      |  | 5:12 |
| 6. | Ritmo de la Noche 1999 (Bass Bumpers Alternative Maxi Version) |  | 5:34 |

| 1. | Ritmo de la Noche (Shotingstarz Remix) |  | 7:01 |
| 2. | Ritmo de la Noche (Latin House Remix)  |  | 4:59 |
| 3. | Ritmo de la Noche (T.C.S. Electro Mix) |  | 5:28 |
| 4. | Ritmo de la Noche (Club Mix)           |  | 5:58 |

### Classements

#### Hebdomadaires
| Classement (1990)                  | Meilleure position |
| ---------------------------------- | ------------------ |
| Europe (European Hot 100 Singles)  | 74                 |
| Allemagne (GfK - Top 100 Singles)  | 23                 |
| Finlande (Suomen virallinen lista) | 30                 |
| Pays-Bas (Single Top 100)          | 12                 |
| Pays-Bas (Nederlandse Top 40)      | 8                  |

#### Annuels
| Classement (1990)                 | Meilleure position |
| --------------------------------- | ------------------ |
| Allemagne (GfK - Top 100 Singles) | 95                 |
| Pays-Bas (Single Top 100)         | 85                 |

## Version de Lorca
Singles de Lorca
Los Ninos del Sol
(1990)
En 1990, le groupe français Lorca reprend la chanson, atteignant la première position du classement belge (néerlandophone) et un top 30 en France et aux Pays-Bas.
Le succès du single conduira à la production de l'album du même nom, produit par la même équipe composée de Claude Martenot, Jean-Jacques Huet et Pascal Rivaton.

### Formats
| 1. | Ritmo de la Noche | AC Beat, Lagonda, Castioni, Wycombe | 3:45 |
| 2. | Come On           | Jean-Jacques Huet, Pascal Rivaton   | 2:45 |

| 1. | Ritmo de la Noche (Radio Mix) | AC Beat, Lagonda, Castioni, Wycombe | 3:48 |
| 2. | Come On                       | Jean-Jacques Huet, Pascal Rivaton   | 5:05 |

| 1. | Ritmo de la Noche (Sun Maxi Mix) | AC Beat, Lagonda, Castioni, Wycombe | 6:14 |
| 2. | Come On                          | Jean-Jacques Huet, Pascal Rivaton   | 5:05 |
| 3. | Ritmo de la Noche (Radio Mix)    | AC Beat, Lagonda, Castioni, Wycombe | 3:48 |

### Classements
| Classement (1990)                             | Meilleure position |
| --------------------------------------------- | ------------------ |
| Europe (European Hot 100 Singles)             | 56                 |
| Belgique (Ultratop 50 Singles néerlandophone) | 1                  |
| France (SNEP)                                 | 22                 |
| Pays-Bas (Single Top 100)                     | 23                 |
| Pays-Bas (Nederlandse Top 40)                 | 29                 |

## Version de Mystic
Singles de Mystic
Yo te quiero
(1991)
La même année, un autre groupe allemand, Mystic, composé de Mark Wade et Maria Chica Sanchez, reprend lui aussi la chanson et devient n°2 en Espagne, atteignant également le top 30 aux Pays-Bas.
La chanson est ensuite diffusée sur leur album La Ola.

### Formats
| 1. | Ritmo de la Noche (Radio Edit) | AC Beat, Lagonda, Castioni, Wycombe | 3:51 |
| 2. | Ritmo de la Noche (Club Edit)  |                                     | 3:03 |

| 1. | Ritmo de la Noche (Sunshine Mix) |  | 5:43 |
| 2. | Ritmo de la Noche (Sunburst Mix) |  | 5:37 |

### Classements
| Classement (1990)                          | Meilleure position |
| ------------------------------------------ | ------------------ |
| Royaume-Uni (Official Charts - UK Singles) | 77                 |
| Espagne (Productores de Música de España)  | 2                  |
| Pays-Bas (Single Top 100)                  | 17                 |
| Pays-Bas (Nederlandse Top 40)              | 24                 |

## Autres reprises
Informations issues de SecondHandSongs, sauf mention complémentaire.
- En 1990, le groupe argentin The Sacados (en) (Darao Moscatelli et sa femme Cynthia Nilson (en)[32]) interprète la chanson dans une version aux accents rap[33]. Produite par Bernardo Bergeret (es) qui avait repéré le succès de la chanson en Europe, leur version est utilisée en guise de générique pour l'émission Ritmo de la noche (es) présentée par Marcelo Tinelli sur Telefe[34]. Leur interprétation est listée à la 32e position du VH1, le classement des 100 plus grandes chansons latino-américaines des années 1990[35].
- En 1993, le groupe allemand Saragossa Band (de) inclut le titre dans son single Coconut Medley,
- En 2004, par Safri Duo[12],
- En 2017, Collectif Métissé l'interprète sur son album Fan des Années 80.

### Adaptations en langue étrangère
| Année | Langue    | Titre            | Adaptation          | Interprète(s) |
| ----- | --------- | ---------------- | ------------------- | ------------- |
| 1994  | Portugais | Ritmo de Festa   | Laerte Freire, Rogê | Silvio Santos |
| 2004  | Tchèque   | Pojedeme z kopce | Dagmar Patrasová    | Dáda          |

### Plagiat
Depuis 2011, plusieurs médias se font l'écho de commentaires issus des réseaux sociaux et de blogs, mentionnant une forte ressemblance entre le titre Every Teardrop Is a Waterfall de Coldplay et Ritmo de la Noche,,.
Le groupe britannique s'en défend : Chris Martin indique effectivement s'être inspiré de Ritmo de la Noche en visionnant le film Biutiful de Alejandro González Iñárritu dans lequel la chanson de 1990 est utilisée. Mais celle-ci étant directement inspirée de I Go to Rio, c'est bien Peter Allen et Adrienne Anderson (en) qui furent crédités sur le titre Every Teardrop Is a Waterfall.